# 2005年ドイツグランプリ
2005年ドイツグランプリ (LXVII Groser Mobil 1 Preis von Deutschland) は、2005年F1世界選手権の第12戦として、2005年7月24日にホッケンハイムリンクで開催された。

## レース概要
ポールポジションを獲得したキミ・ライコネンはスタートから最初のピットストップまで首位を維持した。一方チームメイトのファン・パブロ・モントーヤは予選最終コーナーでスピンし、19番手スタートとなった。しかしながら最速ラップを重ね、9番手まで上昇する。
ライコネンは35ラップ目に油圧故障に襲われ、マシンを止めることとなった。これでライコネンは、ホッケンハイムでのレースを5年連続リタイヤで終えた。代わってフェルナンド・アロンソが首位に躍り出た。ミハエル・シューマッハとルーベンス・バリチェロはブリヂストンタイヤの耐久性に苦しめられ、特にソフトコンパウンドを選択したシューマッハが顕著であった。ジェンソン・バトンがシューマッハをかわして2位に上昇したが、その後ピットイン、モントーヤが2位となる。モントーヤは2度目のピットインまでバトンを抑えた。最後の数周でタイヤのたれに苦しむシューマッハをジャンカルロ・フィジケラがかわし、4位に入った。
アロンソはシーズン6勝目を挙げ、シリーズポイントでも2位のライコネンとの差を10から36へと広げた。また、バトンは今シーズン初の表彰台となった。
ジャック・ヴィルヌーヴは第1ラップでバリチェロと、第4ラップでロバート・ドーンボスと、第27ラップでティアゴ・モンテイロと接触した。

## 予選
| 順位 | No | 国籍               | ドライバー                 | コンストラクター        | 周回     | 差                  |
| ---- | -- | ------------------ | -------------------------- | ----------------------- | -------- | ------------------- |
| 1    | 9  | フィンランドの旗   | キミ・ライコネン           | マクラーレン-メルセデス | 1:14.320 | -                   |
| 2    | 3  | イギリスの旗       | ジェンソン・バトン         | B・A・R-ホンダ          | 1:14.759 | +0.439              |
| 3    | 5  | スペインの旗       | フェルナンド・アロンソ     | ルノー                  | 1:14.904 | +0.586              |
| 4    | 6  | イタリアの旗       | ジャンカルロ・フィジケラ   | ルノー                  | 1:14.927 | +0.609              |
| 5    | 1  | ドイツの旗         | ミハエル・シューマッハ     | フェラーリ              | 1:15.006 | +0.688              |
| 6    | 7  | オーストラリアの旗 | マーク・ウェバー           | ウィリアムズ-BMW        | 1:15.070 | +0.752              |
| 7    | 8  | ドイツの旗         | ニック・ハイドフェルド     | ウィリアムズ-BMW        | 1:15.403 | +1.083              |
| 8    | 4  | 日本の旗           | 佐藤琢磨                   | B・A・R-ホンダ          | 1:15.501 | +1.181              |
| 9    | 16 | イタリアの旗       | ヤルノ・トゥルーリ         | トヨタ                  | 1:15.532 | +1.212              |
| 10   | 15 | オーストリアの旗   | クリスチャン・クリエン     | レッドブル-コスワース   | 1:15.635 | +1.315              |
| 11   | 14 | イギリスの旗       | デビッド・クルサード       | レッドブル-コスワース   | 1:15.679 | +1.359              |
| 12   | 17 | ドイツの旗         | ラルフ・シューマッハ       | トヨタ                  | 1:15.689 | +1.369              |
| 13   | 12 | ブラジルの旗       | フェリペ・マッサ           | ザウバー-ペトロナス     | 1:16.009 | +1.691              |
| 14   | 11 | カナダの旗         | ジャック・ヴィルヌーヴ     | ザウバー-ペトロナス     | 1:16.012 | +1.694              |
| 15   | 2  | ブラジルの旗       | ルーベンス・バリチェロ     | フェラーリ              | 1:16.230 | +1.910              |
| 16   | 21 | オランダの旗       | クリスチャン・アルバース   | ミナルディ-コスワース   | 1:17.519 | +3.199              |
| 17   | 20 | オランダの旗       | ロバート・ドーンボス       | ミナルディ-コスワース   | 1:18.313 | +3.993              |
| 18   | 18 | ポルトガルの旗     | ティアゴ・モンテイロ       | ジョーダン-トヨタ       | 1:18.599 | +4.279              |
| 19   | 10 | コロンビアの旗     | ファン・パブロ・モントーヤ | マクラーレン-メルセデス | -        | -                   |
| 20   | 19 | インドの旗         | ナレイン・カーティケヤン   | ジョーダン-トヨタ       | -        | エンジン ペナルティ |

## 決勝
| 順位     | No | 国籍               | ドライバー                 | コンストラクター        | 周回 | タイム         | グリッド | ポイント |
| -------- | -- | ------------------ | -------------------------- | ----------------------- | ---- | -------------- | -------- | -------- |
| 1        | 5  | スペインの旗       | フェルナンド・アロンソ     | ルノー                  | 67   | 1:26:28.599    | 3        | 10       |
| 2        | 10 | コロンビアの旗     | ファン・パブロ・モントーヤ | マクラーレン-メルセデス | 67   | +22.569        | 19 †     | 8        |
| 3        | 3  | イギリスの旗       | ジェンソン・バトン         | B・A・R-ホンダ          | 67   | +24.422        | 2        | 6        |
| 4        | 6  | イタリアの旗       | ジャンカルロ・フィジケラ   | ルノー                  | 67   | +50.587        | 4        | 5        |
| 5        | 1  | ドイツの旗         | ミハエル・シューマッハ     | フェラーリ              | 67   | +51.690        | 5        | 4        |
| 6        | 17 | ドイツの旗         | ラルフ・シューマッハ       | トヨタ                  | 67   | +52.242        | 12       | 3        |
| 7        | 14 | イギリスの旗       | デビッド・クルサード       | レッドブル-コスワース   | 67   | +52.700        | 11       | 2        |
| 8        | 12 | ブラジルの旗       | フェリペ・マッサ           | ザウバー-ペトロナス     | 67   | +56.570        | 13       | 1        |
| 9        | 15 | オーストリアの旗   | クリスチャン・クリエン     | レッドブル-コスワース   | 67   | +1:09.818      | 10       |          |
| 10       | 2  | ブラジルの旗       | ルーベンス・バリチェロ     | フェラーリ              | 66   | +1 lap         | 15       |          |
| 11       | 8  | ドイツの旗         | ニック・ハイドフェルド     | ウィリアムズ-BMW        | 66   | +1 lap         | 7        |          |
| 12       | 4  | 日本の旗           | 佐藤琢磨                   | B・A・R-ホンダ          | 66   | +1 lap         | 8        |          |
| 13       | 21 | オランダの旗       | クリスチャン・アルバース   | ミナルディ-コスワース   | 65   | +2 laps        | 16       |          |
| 14       | 16 | イタリアの旗       | ヤルノ・トゥルーリ         | トヨタ                  | 64   | エンジン       | 9        |          |
| 15       | 11 | カナダの旗         | ジャック・ヴィルヌーヴ     | ザウバー-ペトロナス     | 64   | +3 laps        | 14       |          |
| 16       | 19 | インドの旗         | ナレイン・カーティケヤン   | ジョーダン-トヨタ       | 64   | +3 laps        | 20       |          |
| 17       | 18 | ポルトガルの旗     | ティアゴ・モンテイロ       | ジョーダン-トヨタ       | 64   | +3 laps        | 18       |          |
| 18       | 20 | オランダの旗       | ロバート・ドーンボス       | ミナルディ-コスワース   | 63   | +4 laps        | 17       |          |
| NC       | 7  | オーストラリアの旗 | マーク・ウェバー           | ウィリアムズ-BMW        | 55   | +12 laps       | 6        |          |
| リタイア | 9  | フィンランドの旗   | キミ・ライコネン           | マクラーレン-メルセデス | 35   | ハイロドリック | 1        |          |

## 第12戦終了時点でのランキング
| 順位 | ドライバー                 | ポイント |
| ---- | -------------------------- | -------- |
| 1    | フェルナンド・アロンソ     | 87       |
| 2    | キミ・ライコネン           | 51       |
| 3    | ミハエル・シューマッハ     | 47       |
| 4    | ファン・パブロ・モントーヤ | 34       |
| 5    | ルーベンス・バリチェロ     | 31       |

| 順位 | コンストラクター        | ポイント |
| ---- | ----------------------- | -------- |
| 1    | ルノー                  | 117      |
| 2    | マクラーレン-メルセデス | 95       |
| 3    | フェラーリ              | 78       |
| 4    | トヨタ                  | 57       |
| 5    | ウィリアムズ-BMW        | 47       |

- 注：ドライバー、コンストラクター共にトップ5のみ表示。

## 参照
| 前戦 2005年イギリスグランプリ   | FIA F1世界選手権 2005年シーズン | 次戦 2005年ハンガリーグランプリ |
| 前回開催 2004年ドイツグランプリ | ドイツグランプリ                | 次回開催 2006年ドイツグランプリ |

座標: 北緯49度19分40秒 東経8度33分57秒 / 北緯49.32778度 東経8.56583度